# Дальман, Енни
Е́нни Ма́рия Да́льман-Ра́йкконен (фин. Jenni Maria Dahlman-Räikkönen; 27 октября 1981, Пииккиё, Финляндия) — финская фотомодель.

## Биография
Профессиональная карьера началась с титула Мисс Турку в 1998 году, продолжилась вторым местом в конкурсе Мисс Финляндия (2000) и достигла высшей точки в 2001 году, когда она была признана Мисс Скандинавия. К этому же времени относится её знакомство с гонщиком Формулы-1 Кими Райкконеном, за которого 31 июля 2004 года вышла замуж.
Является акционером и одной из основателей частного клуба Bläk, который открылся в Хельсинки в октябре 2007 года.
В феврале 2013 года было официально объявлено о разводе пары.